# Monoterpène
Les monoterpènes sont une classe de terpènes constitués de deux molécules d’isoprène C5H8 et ont pour formule de base (C5H8)2. Ils peuvent être linéaires ou contenir des cycles, la présence d'atomes d'oxygène n'est pas exclue.

## Origine
Les monoterpènes sont avec les sesquiterpènes, un des éléments principaux des essences végétales aromatiques appelées huiles essentielles. Par exemple : camphre, géraniol, menthol, limonène, citral. On peut trouver des monoterpènes dans plus de deux mille plantes de soixante familles différentes.
Les monoterpènes sont émis par les plantes. Ils forment des aérosols pouvant servir de noyau de condensation. Ils augmentent la clarté des nuages et refroidissent le climat. Ils sont un des principaux vecteurs de la propagation rapide des incendies de forêt.

## Structure

### Linéaire

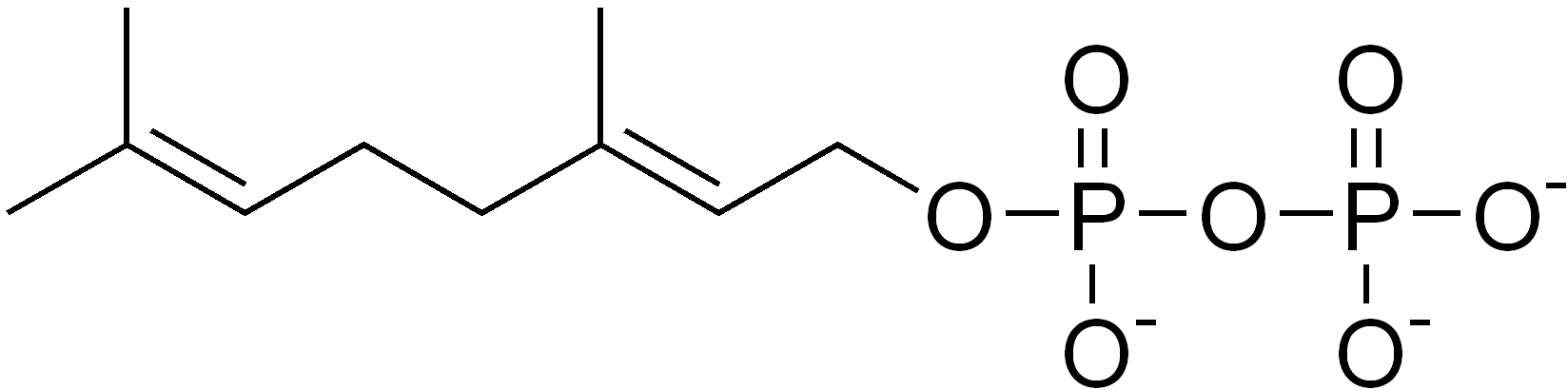
Géranyl-pyrophosphate

La biosynthèse est la suivante : l’isopentényl-pyrophosphate se combine à du diméthylallyl-pyrophosphate pour donner du géranyl-pyrophosphate.
L'élimination du groupe « pyrophosphate » mène à la formation de monoterpènes acycliques comme l’ocimène ou le myrcène. L’hydrolyse du groupe phosphaté donne le monoterpènoïde linéaire prototypique : le géraniol. D'autres réarrangements et oxydations amènent à des composés comme citral, citronellal, citronellol, linalol et bien d'autres. Beaucoup de monoterpènes trouvés dans les organismes marins sont halogénés, comme l'halomon.

### Monocyclique
En plus de ces formes linéaires, l'isopropène peut s'arranger de manière à former des cycles : les plus communs ont un cycle à six carbones. L'exemple classique est celui du limonène, composé cyclique formé à partir du géranyl-pyrophosphate.
Les terpinènes (le δ-terpinène est aussi appelé terpinolène) et les phellandrènes sont formés de la même manière. L’hydroxylation d'un de ces composés suivie d'une déshydratation aboutit au p-cymène. Les terpénoïdes importants dérivés de terpènes monocycliques sont : menthol, thymol, carvacrol et bien d'autres.

### Bicyclique
Le géranyl-pyrophosphate peut également engendrer une séquence de deux réactions de cyclisation pour donner des monoterpènes bicycliques, comme le pinène, principal constituant de la résine de pin.
Autres monoterpènes bicycliques :
- carène, sabinène, camphène, et thuyène ;
- camphre, bornéol et eucalyptol ;
- α-pinène et β-pinène (C10H16) ;
- azulène et naphtalène (C10H8).